# 川崎港郵便局

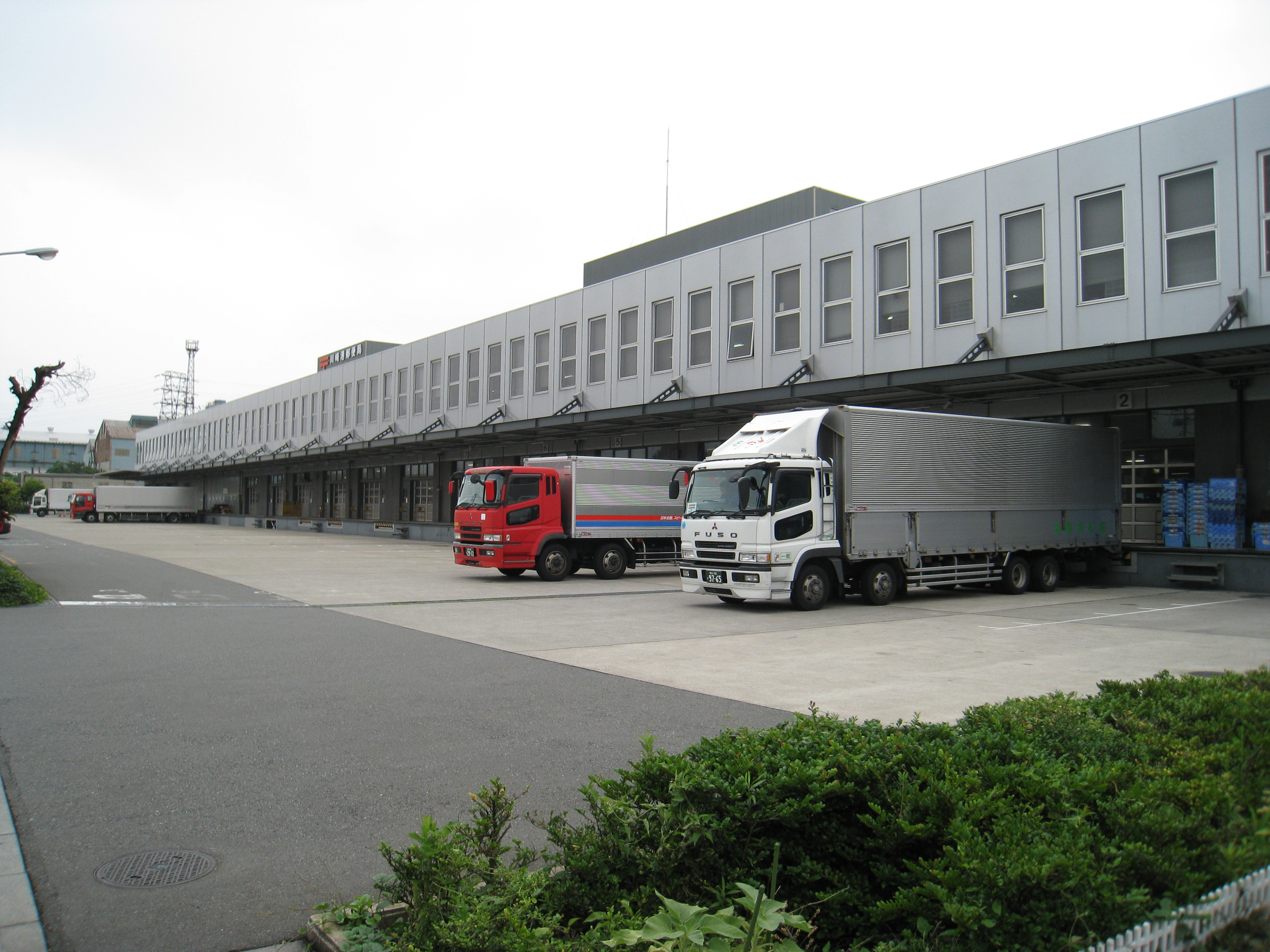
川崎港郵便局出荷ブース

川崎港郵便局（かわさきみなとゆうびんきょく）は、神奈川県川崎市川崎区の臨港地区にある郵便局である。民営化以前の分類では集配普通郵便局であった。

## 概要
住所：〒210-0899 神奈川県川崎市川崎区南渡田町1-3
新川崎郵便局（仮称）として局舎の建設および開局の準備を進めてきたが、開局に際し現局名「川崎港郵便局」となった。
当初は、川崎市を管轄する地域区分局として開局し、川崎中央郵便局の集配区を分割して川崎区の一部区域の集配事務も担当した。日本郵便移行後に川崎東郵便局が開局したため、地域区分機能は同局に移行した。川崎中央郵便局の集配事務を承継し、現在は川崎区と幸区の区域を担当する集配郵便局となっている。

### 分室
分室はなし。かつては存在した分室は以下の通り。
- 川崎中央分室（郵便番号は〒210-8799、局所コード・090531、局番号・09053A） - 川崎中央郵便局内に、2014年3月17日に設置。2017年4月1日廃止。

## 沿革
- 1999年（平成11年）11月1日 - 川崎港郵便局として川崎区南渡田町に開局[1][注釈 1]。

同日、川崎中央郵便局から郵便番号上2桁が21の地域区分局業務及び郵便区（集配業務）の一部を移管。
併せて、札幌中央郵便局・函館中央郵便局・横浜港郵便局から国際郵便交換局業務を移管、東日本地域の船便による国際郵便交換の拠点局となる。
- 2000年（平成12年）8月14日 - 外国通貨の両替および旅行小切手の売買に関する業務の取扱を開始。
- 2007年（平成19年）10月1日 - 民営化に伴い、併設された郵便事業川崎港支店に一部業務を移管。
- 2011年（平成23年）6月19日 - 郵便事業神戸支店から西日本地域の船便の国際郵便交換支店業務を郵便事業川崎港支店に移管。
- 2012年（平成24年）10月1日 - 日本郵便株式会社の発足に伴い、郵便事業川崎港支店を川崎港郵便局に統合。
- 2013年（平成25年）5月4日 - 地域区分局業務及び船便・エコノミー航空便の国際郵便交換業務を東扇島地区に開局した川崎東郵便局に移管[2]。
- 2014年（平成26年）3月17日 - 川崎中央郵便局から集配業務と渉外業務を移管。川崎中央郵便局内に川崎中央分室を設置。
- 2017年（平成29年）4月1日 - 川崎中央分室を廃止

## 取扱内容
- 郵便、印紙、ゆうパック、内容証明
- 貯金、為替、振替、振込、国際送金、国債
- 生命保険、バイク自賠責保険、自動車保険、がん保険
- ゆうちょ銀行ATM
- 川崎市川崎区（〒210-00xx、08xxの地域）及び川崎市幸区(〒212-00xxの地域）の集配業務
- ゆうゆう窓口

## 周辺
- JFEスチール東日本製鉄所（渡田・扇町地区）

## アクセス
- JR鶴見線・南武線 浜川崎駅から徒歩約13分、JR鶴見線 昭和駅から徒歩約11分
- 川崎市営バス、川崎鶴見臨港バス 川崎港郵便局前停留所下車
- 首都高横羽線 浜川崎出入口
- 駐車場あり：21台